# Korkina
Korkina (bulgariska: Коркина) är ett distrikt i Bulgarien.   Det ligger i kommunen Obsjtina Bobovdol och regionen Kjustendil, i den västra delen av landet, 50 km sydväst om huvudstaden Sofia.
Trakten runt Korkina består till största delen av jordbruksmark. Runt Korkina är det ganska tätbefolkat, med 104 invånare per kvadratkilometer.